# Mutaz Essa Barshim
Mutaz Essa Barshim (n. 24 iunie 1991, Doha, Ad-Dawhah, Qatar) este un săritor în înălțime ce a reprezentat Qatar, medaliat olimpic. A participat la patru ediții ale Jocurilor Olimpice (2012, 2016, 2020, 2024) în care a câștigat o medalie de aur, două medalii de argint și o medalie de bronz. În anii2017, 2017 și 2022 a devenit campion mondial.

## Palmaras
| An   | Competiție                     | Locație                    | Loc | Note   |
| ---- | ------------------------------ | -------------------------- | --- | ------ |
| 2010 | Campionatul Asiei în sală      | Teheran, Iran              | 1   | 2,20 m |
| 2010 | Campionatul Mondial în sală    | Doha, Qatar                | 14  | 2,23 m |
| 2010 | Campionatul Asiei de Juniori   | Hanoi, Vietnam             | 1   | 2,31 m |
| 2010 | Campionatul Mondial de Juniori | Moncton, Canada            | 1   | 2,30 m |
| 2010 | Jocurile Asiatice              | Guangzhou, China           | 1   | 2,27 m |
| 2011 | Campionatul Asiei              | Kobe, Japonia              | 1   | 2,35 m |
| 2011 | Campionatul Mondial            | Daegu, Coreea de Sud       | 7   | 2,32 m |
| 2012 | Campionatul Asiei în sală      | Hangzhou, China            | 1   | 2,37 m |
| 2012 | Campionatul Mondial în sală    | Istanbul, Turcia           | 9   | 2,28 m |
| 2012 | Jocurile Olimpice              | Londra, Marea Britanie     | 1   | 2,29 m |
| 2013 | Campionatul Mondial            | Moscova, Rusia             | 1   | 2,38 m |
| 2014 | Campionatul Asiei în sală      | Hangzhou, China            | 1   | 2,36 m |
| 2014 | Campionatul Mondial în sală    | Sopot, Polonia             | 1   | 2,38 m |
| 2014 | Jocurile Asiatice              | Incheon, Coreea de Sud     | 1   | 2,35 m |
| 2015 | Campionatul Asiei              | Wuhan, China               | 3   | 2,20 m |
| 2015 | Campionatul Mondial            | Beijing, China             | 4   | 2,33 m |
| 2016 | Campionatul Asiei în sală      | Doha, Qatar                | 1   | 2,35 m |
| 2016 | Campionatul Mondial în sală    | Portland, Statele Unite    | 4   | 2,29 m |
| 2016 | Jocurile Olimpice              | Rio de Janeiro, Brazilia   | 1   | 2,36 m |
| 2017 | Campionatul Mondial            | Londra, Marea Britanie     | 1   | 2,35 m |
| 2018 | Campionatul Asiei în sală      | Teheran, Iran              | 1   | 2,38 m |
| 2018 | Campionatul Mondial în sală    | Birmingham, Marea Britanie | 1   | 2,33 m |
| 2019 | Campionatul Mondial            | Doha, Qatar                | 1   | 2,37 m |
| 2021 | Jocurile Olimpice              | Tokio, Japonia             | 1   | 2,37 m |
| 2022 | Campionatul Mondial            | Eugene, Statele Unite      | 1   | 2,37 m |
| 2023 | Campionatul Mondial            | Budapesta, Ungaria         | 3   | 2,33 m |
| 2023 | Jocurile Asiatice              | Hangzhou, China            | 1   | 2,35 m |
| 2024 | Jocurile Olimpice              | Paris, Franța              | 3   | 2,34 m |